# سس ماهی

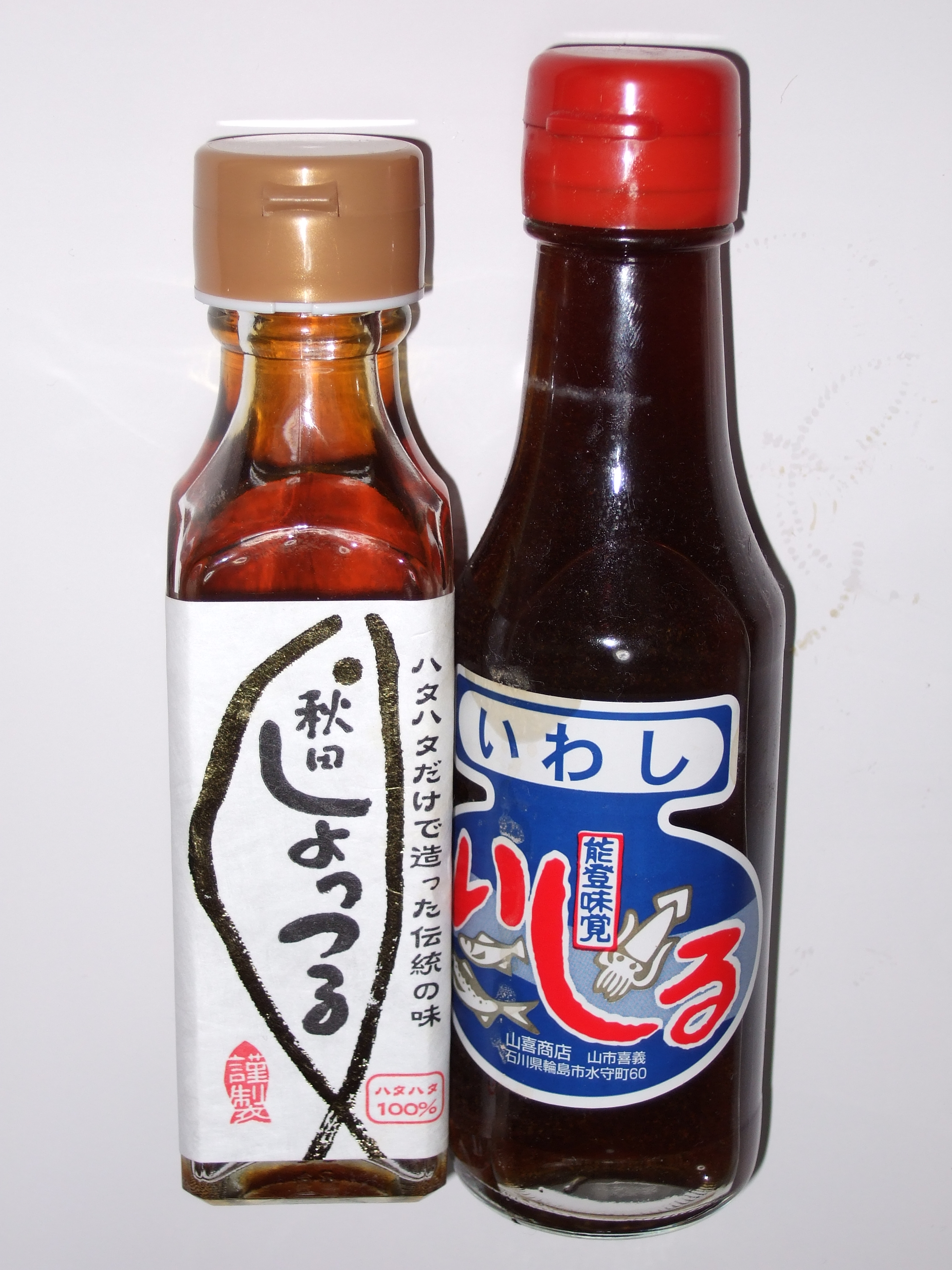
یک نوع سس ماهی ژاپنی بنام شوتّسورو

سس ماهی (به انگلیسی: Fish sauce) یک چاشنی است که از ماهی و نمک تهیه شده‌است. این ترکیب به عنوان یک عنصر اصلی در غذاهای مختلف در آسیای جنوب شرقی و آسیای شرقی، به ویژه برمه، کامبوج، فیلیپین، تایلند، لائوس و غذاهای ویتنامی است، که از جمله خصلت این سس بوی خیلی بد و تند و تیز آن است.